# MSISDN
Las siglas MSISDN hacen referencia a Mobile Station Integrated Services Digital Network (Estación Móvil de la Red Digital de Servicios Integrados) (RDSI). El MSISDN es el equivalente móvil del RDSI. Usado como valor, el MSISDN hace referencia al Número de Suscripción RDSI de Móvil (MSIN), cuya longitud máxima es de 15 dígitos. El MSISDN suele ir formado por el código del país seguido, del número de abonado a la red del teléfono. Por ejemplo en España, el código del país es 34, y los números de teléfono móvil, comienzan con 6 o 7 y en Nicaragua con 505.
Existen redes de móviles en el mercado que permiten más de un MSISDN en la misma tarjeta SIM. Esto permite a los usuarios ser llamados utilizando distintos números con un único terminal.
- Datos: Q786900